# Estación de Opañel
Opañel es una estación de la línea 6 del Metro de Madrid situada bajo la Calle Valle de Oro, en el madrileño distrito de Carabanchel.
Del 31 de mayo al 5 de septiembre de 2025, la estación permanece cerrada por el cierre del arco oeste Moncloa-Méndez Álvaro, cortado por obras de automatización de línea. Se establece un Servicio Especial de autobús gratuito entre ambas estaciones.

## Historia
La estación se abrió al público el 7 de mayo de 1981 con el nombre de Elvas, haciendo referencia a una de las calles que tiene cerca de la boca de metro, pero a petición de los vecinos, pasó a llamarse el 27 de junio de 1984 Opañel, dándole el nombre del arroyo que pasaba por la zona. Fue reformada en la zona de los andenes cambiando las paredes de piedra por vítrex amarillo.

## Accesos
Vestíbulo Opañel
- Portalegre, pares C/ Portalegre, 98
- Portalegre, impares C/ Portalegre, 73 (semiesquina Avenida de Oporto, 32)

## Líneas y conexiones

### Metro
| << cabecera | < estación | línea | estación >     | cabecera >> |
| ----------- | ---------- | ----- | -------------- | ----------- |
| Circular    | Oporto     |       | Plaza Elíptica | Circular    |

### Autobuses
| Diurnos   |                           |                                         |
| Línea     | Destino                   | Parada                                  |
| 55        | Atocha                    | 2472 OPAÑEL (Av. Oporto, 25)            |
| 81        | Hospital 12 de Octubre    | 2472 OPAÑEL (Av. Oporto, 25)            |
| 247       | Atocha                    | 2472 OPAÑEL (Av. Oporto, 25)            |
| 55        | Batán                     | 4587 OPAÑEL (C/ La Vía frente al N.º 2) |
| 81        | Oporto                    | 4587 OPAÑEL (C/ La Vía frente al N.º 2) |
| 108       | Cementerio de Carabanchel | 5662 PORTALEGRE-AVENIDA OPORTO          |
| 108       | Oporto                    | 5663 OPAÑEL (C/ Portalegre, 73)         |
| Nocturnos |                           |                                         |
| Línea     | Destino                   | Parada                                  |
| N17       | Plaza de Cibeles          | 2472 OPAÑEL (Av. Oporto, 25)            |
| N17       | Carabanchel Alto          | 4587 OPAÑEL (C/ La Vía frente al N.º 2) |

| Diurnos |                           |                                 |              |
| Línea   | Destino                   | Parada                          | Operador     |
| 484     | Leganés (Leganés Central) | 5662 Portalegre-Avenida Oporto  | Martín, S.A. |
| 484     | Madrid (Oporto)           | 5663 Opañel (C/ Portalegre, 73) | Martín, S.A. |